# Riku Korhonen (Turner)
Aapeli Richard „Riku“ Korhonen (* 29. März 1883 in Wyborg; † 7. Januar 1932 ebenda) war ein finnischer Kunstturner.

## Biografie
Riku Korhonen nahm bei den Olympischen Sommerspielen 1908 in London im Einzelmehrkampf teil. Mit einem Sieg in der Teildisziplin Seilklettern belegte er als bester Athlet seiner Nation den 75. Platz.
1906 wurde er Finnischer Meister mit der Mannschaft von Viipurin Reipas.
Sein Sohn Urho Korhonen wurde ebenfalls Turner und nahm an den Olympischen Sommerspielen 1928 in Amsterdam teil.